# تعويضات الإبادة الجماعية للأرمن
نشأت قضية تعويضات الإبادة الجماعية الأرمينية نتيجة الإبادة الجماعية للأرمن في عام 1915 التي ارتكبتها الإمبراطورية العثمانية. هنري تيراولت، الذي يكتب في المجلة الأسبوعية الأرمنية يقول إنها قد تكون تعويضات مالية أو عقارية أو إقليمية ويمكن أن تغطي المطالب الفردية أو الجماعية بالإضافة إلى مطالب جمهورية أرمينيا. هناك تساؤلات عما إذا كانت الجمهورية التركية التي (خلف الإمبراطورية العثمانية) ستدخل في هذا النقاش أو ما إذا كانت تركيا ستتحمل أي مسؤولية قانونية بتقديم تعويضات عن الأحداث التي حدثت في إطار دولة أخرى.
كانت تركيا قد اعترفت سابقاً بأنها «مجزرة، وحتى جريمة بحق الإنسانية» لكن رفضت تسميتها بإبادة جماعية. كان قد اتُّهم الصحفي التركي الأرمني هرانت دينك سابقاً «بإهانة الهوية التركية» لوصفه الأحداث بهذا الشكل. في عام 2003، أصدرت تركيا قانوناً تفرض فيه على المدارس عدم استخدام مصطلح «إبادة جماعية» عند التدريس عن الموضوع. بالمقابل، صرح الأمين السابق للجنة الأمم المتحدة لحقوق الإنسان البروفسور ألفريد دي زاياس في كلية جنيف الدبلوماسية:
"وبسبب الطابع المستمر لجريمة الإبادة الجماعية من الناحيتين الواقعية والقانونية فإن تعويض الجريمة لم يُنس مع مرور الزمن، وهكذا، يحقّ للناجين من الإبادة الجماعية ضد الأرمن، فرادى وجماعات، أن يقدموا طلب تعويض. كان هذا هو الحال بالنسبة لليهود الناجين من المحرقة، الذين نجحوا بالمطالبة بتعويض في العديد من الدول التي صودرت فيها ممتلكاتهم. وينبغي -كلما أمكن- منح تعويض متكامل (تعويض كامل أو استعادة الحالة السابقة) من أجل استعادة الحالة التي كانت قائمة قبل حدوث الانتهاك. ولكن عندما لا يكون من الممكن إعادة الوضع إلى ما كان عليه، يمكن الاستعاضة عن استعادتها بالتعويض.

## الخلفية التاريخية

### في أعقاب الإبادة الجماعية للأرمن
إلى جانب وفاة مليون ونصف المليون شخص، خسر الأرمينيون كل ثروتهم وممتلكاتهم ولم تعاد إليهم ولم يتلقوا أي تعويضات. خسروا الأعمال التجارية والمزارع وأصبحت جميع المدارس والكنائس والمستشفيات ودور الأيتام والأديرة والمقابر ملكاً للدولة التركية. في يناير عام 1916 أصدر وزير التجارة والزراعة العثماني قراراً يطلب فيه من جميع المؤسسات المالية التي تقع ضمن حدود الإمبراطورية أن يسلموا الممتلكات الأرمنية إلى الحكومة. وقد سُجِّل أنه تم الاستيلاء على ما يصل إلى 6 ملايين ليرة تركية ذهبية إلى جانب الممتلكات العقارية والنقدية والودائع المصرفية والمجوهرات. تم تحويل الممتلكات في حينها إلى البنوك الأوروبية بما فيها بنكي دويتش ودريسدنر.
بعد نهاية الحرب العالمية الأولى، حاول الناجون من الإبادة الجماعية أن يطالبوا بإعادة بيوتهم وممتلكاتهم ولكن أُبعدوا من قبل الحركة الوطنية التركية.

### معاهدة سيفر
التزم حلفاء الحرب العالمية الأولى المنتصرون بتنفيذ العقوبات على جريمة المذابح الأرمنية بالإضافة إلى تعويض الأشخاص الذين بقوا على قيد الحياة، كما أدرج في معاهدة سيفر للسلام، التي وقعتها الإمبراطورية العثمانية على سواء.
لم تتضمن المعاهدة فقط التزاماً بمحاكمة المسؤولين الأتراك عن جرائم الحرب ضد مواطني الحلفاء بل وأيضاً عن الجرائم المرتكبة ضد رعايا الإمبراطورية العثمانية من مختلف الأصول العرقية وخاصة الأرمن حيث تم تضمينها في النصوص كجرائم ضد الإنسانية. علاوة على ذلك، اعترف ما يسمى «الحكم العادل لودرو ويلسون (الرئيس الأمريكي في ذلك الوقت)» بموجب معاهدة سيفر بدولة أرمنية أكبر بكثير من جمهورية أرمينيا الحالية من خلال تحديد حدودها الغربية في المرتفعات الأرمينية وآسيا الصغرى، وعلى الرغم من أنه لم يتم المصادقة عليها، يوجد الكثير من الأفراد والمؤرخين والمنظمات أو السياسيين يتفقون مع أفكار هنري س. ثيرو (دكتوراه في الفلسفة من جامعة ماساتشوستس) الاختصاصي بالفلسفة السياسية والاجتماعية والذي يعتقد أن بعض أجزاء المعاهدة تتمتع بالدعم القانوني، والمعاهدة نفسها لا تبطلها معاهدة لوزان لعام 1923.
وعلى وجه الخصوص، فإن تحديد الحدود الصحيحة لدولة أرمينيا يجري وفقاً للمعاهدة ويقرر بموجب قرار هيئة تحكيم ملزم. وبغض النظر إن كان قد تم التصديق على المعاهدة في نهاية المطاف فقد وافقت أطراف المعاهدة على عملية اللجنة التي تحدد قرار التحكيم وفقاً للقانون الدولي، وإن القرار الناتج له قوة قانونية بغض النظر عن المصير النهائي للمعاهدة. وهذا يعني بموجب القانون الدولي أن «الحدود الويلسونية» هي الحدود الصحيحة للدولة الأرمنية التي ينبغي أن توجد في آسيا الصغرى اليوم.

### معاهدات ألكساندروبول وكارس
أبطلت الحرب التركية الأرمنية معاهدة سيفر لعام 1920. ونصّت معاهدة ألكسندروبول التالية لها على أن تتنازل أرمينيا عن شروط معاهدة سيفر والوعود المرتبطة بها من الأرض في منطقة غربي أرمينيا إلى الجمهورية الأرمينية وأعلنت أن معاهدة سيفر باطلة وملغاة. وبسبب الغزو السوفيتي لأرمينيا قبل توقيع معاهدة ألكسندروبول لم يتسنى للبرلمان الأرمني المصادقة عليها.
حلّت معاهدة كارس محل معاهدة ألكساندروبول في عام 1921، حيث أكّدت الجمهورية الاشتراكية السوفيتية الأرمنية المشكّلة حديثاً جميع أحكام معاهدة ألكسندروبول السابقة في المعاهدة الجديدة. تمت المصادقة على معاهدة كارس في خريف 1922 في ييريفان من قبل الحكومات التركية والسوفيتية غير المعترف بها.
بعد الحرب العالمية الثانية، حاول ستالين إلغاء معاهدة كارس واستعادة الأراضي التي تم التنازل عنها لتركيا. كانت المطالبات السوفيتية مدعومة من قبل الكثير من الشتات الأرمني الدولي وكذلك الاتحاد الثوري الأرمني. حاول القادة الأرمن جمع الدعم البريطاني والأمريكي لاستعادة شرق الأناضول من تركيا، لكن ونستون تشرشل اعترض على المطالب الإقليمية السوفيتية والأرمينية. وبالمثل دعمت وزارة الخارجية الأمريكية تركيا أيضاً قائلةً، كما كان الحال منذ عام 1934، أن دعمها لأرمينيا الويلسونية قد انتهى منذ ذلك الحين. تخلى الاتحاد السوفيتي عن مطالبه ضد تركيا بعد موت ستالين في عام 1953.

## اقتراحات التعويضات
وفقاً لوزير خارجية أرمينيا السابق، إدوارد نالبانديان، فإن أرمينيا لم تصدر أبداً تصريحاً يتعلق بمطالبات الأراضي منذ استقلالها. كما يقول أنه يوجد هناك طرق قانونية للأرمنيين ليستعيدوا ممتلكاتهم المفقودة، مع أو دون الاعتراف التركي بالإبادة الجماعية للأرمن. مع ذلك هناك اقتراحات تعويضية مختلفة. يرى روبن بول أدليان، مدير المعهد القومي الأرمني في واشنطن أنه على الرغم من أن التعويضات لم تمنح سابقاً من قبل تركيا فإن تزايد الاعتراف بالإبادة الجماعية الأرمنية من قبل المجتمع الدولي وبالتالي الاعتراف النهائي من قبل تركيا يمكن أن يكون أساساً متيناً لبدء عملية التعويض.
يطالب العديد من الأرمن بإعادة الحدود التركية الأرمنية كما حددها الرئيس السابق للولايات المتحدة وودرو ويلسون في معاهدة سيفر لعام 1920 وبمبلغ ضخم من التعويضات النقدية. يطالب البعض بممر بري بين أرمينيا والبحر الأسود وذلك لضمان استمرارية الدولة الأرمنية على المدى الطويل بينما يريد البعض الآخر فقط تضمينًا رمزيًا لجبل أرارات في أرمينيا واعتذارًا رسميًا من تركيا. يقترح القاضي العسكري التركي المتقاعد أوميت كارداس فتح الحدود التركية الأرمنية غير المشروط بالإضافة إلى دعوة من الدولة التركية إلى جميع الأرمن الذين يعيشون في الشتات للاستقرار في أراضي أجدادهم في تركيا.
وفقاً لدراسة أجرتها مجموعة دراسة تعويضات الإبادة الجماعية للأرمن (AGRSG) فإنه يجب تقديم التعويضات وفقاً لتقديرات التعويضات التفصيلية التي أُجريت في مؤتمر باريس للسلام لعام 1919، مزودة بحسابات إضافية للعناصر التي لم تُغطّ في المؤتمر من الخسائر المالية والمادية التي تكبدها الأرمن. يناقش التقرير أيضاً خيارات متعددة فيما يتعلق بإعادة الأرض من الاستعادة الرمزية للكنيسة وغيرها من الممتلكات الثقافية في تركيا إلى الإعادة الكاملة للأراضي كما هو محدد في معاهدة سيفر.
يتضمن التقرير الخيار المبتكر للغاية الذي يتضمن السماح لتركيا بالاحتفاظ بالسيادة السياسية على الأراضي المتنازع عليها ولكن تجريدها من السلاح ودعوة الأرمن للانضمام إلى السكان الحاليين مع حقوق حماية سياسية كاملة وحقوق العمل والإقامة.